# 爭取資助院舍聯席

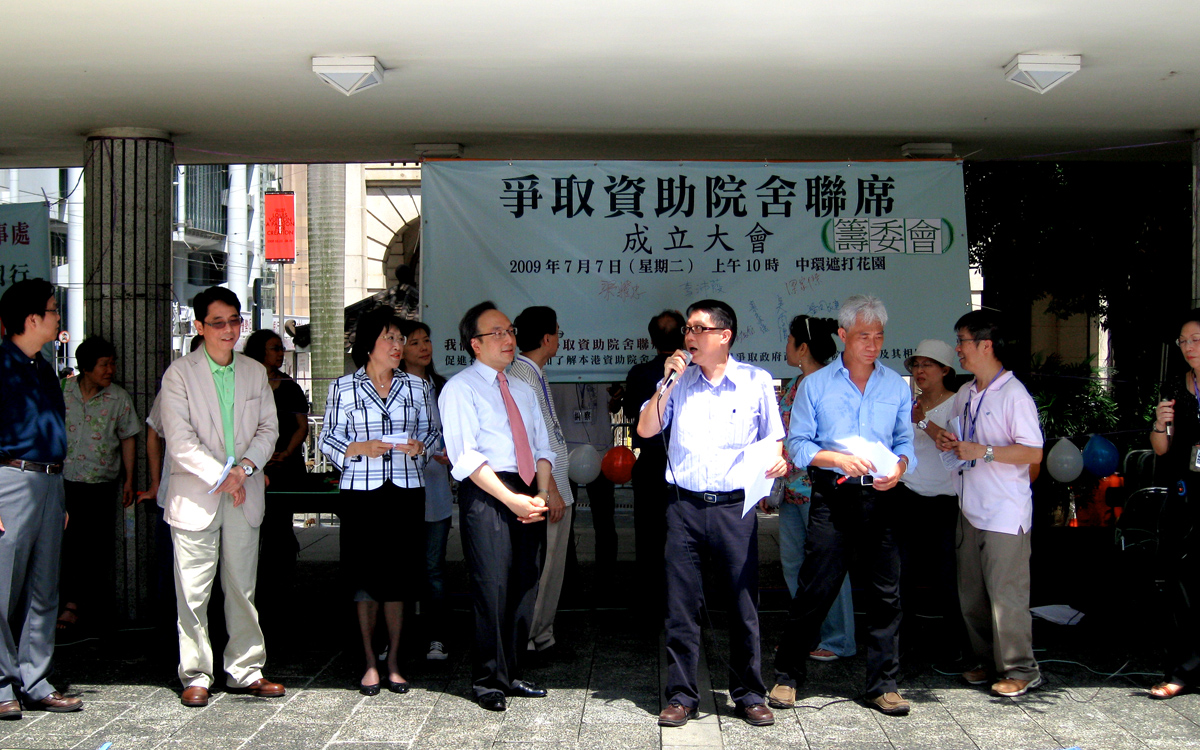
爭取資助院舍聯席成立大會

爭取資助院舍聯席是香港一個由自助組織及社福界團體支持下，於2009年7月初成立的一個聯席。其目標希望香港政府關注香港資助院舍嚴重不足問題，並促使政府加快提供資助院舍宿位。

## 成立背景
目前香港資助院舍嚴重不足，以長者護養為例，在2005年4月至2009年2月期間，只有1,866位長者獲得分配政府資助院舍宿位，但有6,276位長者於輪候期間逝世，當中只有四分一輪候冊上的長者可獲得適當的服務。
殘疾人士輪候院舍的問題於香港嚴重程度與長者相約，目前共有6,200位殘疾人士輪候住宿服務，輪候時間平均達6至10年，一部分嚴重弱智人士更要輪候12年。但政府2009年的財政預算案只較上一年度增加156個殘疾人士宿位，明顯未能回應有關需求。

## 爭取資助院舍聯席成員團體(筆劃序)
- 全港失智症照顧者聯盟
- 扶康家長會
- 長者政策監察聯席
- 香港老人權益聯盟
- 香港肢體弱能人士家長協會
- 香港弱智人士家長聯會
- 香港復康力量
- 學前弱能兒童家長會
- 勵智協進會
- 嚴重弱智人士家長協會

## 爭取資助院舍聯席支持團體(筆劃序)
- 正言匯社
- 立法會（社福界）張國柱議員辦事處
- 明愛東頭長者中心
- 長者安居服務協會
- 香港社區組織協會
- 香港社會工作人員協會
- 香港社會工作者總工會
- 香港社會服務聯會
- 香港復康聯會
- 香港耀能協會
- 基督教香港信義會
- 基督教家庭服務中心
- 循理會白普理德田長者服務中心
- 循道衛理觀塘社會服務處
- 鳳溪公立學校鳳溪護理安老院
- 鄰舍輔導會康復服務部家屬聯會
- 鄰舍輔導會富泰鄰里康齡中心

## 相關
- 社會工作者

## 外部參考
- 「爭取資助院舍聯席」成立大會[永久]
- 爭取資助院舍聯席「要求政府改善資助院舍嚴重不足問題」[永久]
- 「要求政府改善資助院舍嚴重不足問題」 簽名運動[永久]
- 張國柱議員 - 2009.7.7 「爭取資助院舍聯席」成立大會 （页面存档备份，存于）